# Berton L. Stevens
| 55561 Madenberg     | 9 gennaio 2002   |
| 89903 Post          | 20 febbraio 2002 |
| 90138 Diehl         | 25 dicembre 2002 |
| 111558 Barrett      | 6 gennaio 2002   |
| 126749 Johnjones    | 20 febbraio 2002 |
| 128065 Bartbenjamin | 19 luglio 2003   |
| 203602 Danjoyce     | 4 marzo 2002     |
| 205698 Troiani      | 8 gennaio 2002   |

Berton L. Stevens (1951) è un astronomo amatoriale statunitense.
Il Minor Planet Center gli accredita la scoperta di quarantanove asteroidi, effettuate tra il 2002 e il 2011.
È codirettore, con la moglie Janet, dell'Osservatorio Desert Moon a Las Cruces nel Nuovo Messico.
Gli è stato dedicato l'asteroide 38540 Stevens.